# 沈德壽
沈德寿（?—?），字藥庵，别号窳民。浙江慈溪人。
累世經商，以賣藥聞名。十九歲時随祖父赴湖州拜宋世滋為師。自幼好书画，廣集名家尺牍，“采拾二十年来，属目者以数千计”。有室名抱经楼，藏书三万五千余卷。著有《抱經樓藏書志》六十四卷。